# 越治村
越治村（こしじむら）は、かつて愛知県海東郡にあった村。
現在の津島市の一部（旧・神守村の西部）に該当する。

## 歴史
- 1868年（明治元年） - 日光新田と日光埋田外新田が合併し、日光新田となる。
- 1878年（明治11年） -
  - 日光新田が分割され、下切村、中一色村[1]、宇治村、諸桑村[2] に編入される。
  - 落合新田が分割され、下切村、中一色村、宇治村に編入される。
  - 鬼頭新田が分割され、下切村、中一色村、宇治村に編入される。
- 1889年（明治22年）10月1日 - 百島村、越津村、牛田村、椿市村、宇治村の一部[3]、下切村の一部[4]が合併し、越治村が発足。
- 1906年（明治39年）7月1日 - 神守村、野間村、益和村、百高村と合併し、改めて神守村が発足。同日越治村廃止。